# Стипич, Томислав
Томислав Стипич (хорв. Tomislav Stipić; род. 1 августа 1979, Томиславград, Босния и Герцеговина) — хорватский и немецкий футболист и тренер.

## Биография
В десять лет вместе со своей матерью и сестрами в качестве беженцев переехал в Германию, где с 1968 года жил его отец. Занимался футболом в системе клуба «Ингольштадт 04», а позднее — играл за ряд любительских коллективов. В них Стипич начал свою тренерскую карьеру. Работал с юниорами и резервом «Ингольштадта». В сентябре 2014 года он сменил Фалько Гёца на посту наставника «Эрцгебирге Ауэ». По итогам сезона покинул должность, не сумев сохранить с командой прописку во Второй Бундеслиге. Осенью 2015 года возглавил «Штутгартер Киккерс», с которым трудился до конца сезона.
После поездки в Китай и работы с юниорами «Айнтрахта» Томислав Стипич стал главным тренером швейцарского «Грассхопперса», однако в этой должности он продержался всего 34 дня. С 2019 по 2021 год возглавлял хорватский «Славен Белупо». Во время своего пребывания в команде заставлял игроков выходить на поле в берушах.
В октябре 2022 года специалист вместе с латвийской «Аудой» завоевал Кубок страны. Этот трофей стал первым в истории клуба. В январе 2023 года хорват стал наставником другой команды из Латвии — ФК «Рига».

## Достижения
- Обладатель Кубка Латвии (1): 2022.